# Lista de pulsares
Esta é uma lista de pulsares.

## C
- Cen X-3

## L
- LGM-1

## P
- PSR 1913+16
- PSR 1919+21
- PSR B1257+12
- PSR B1937+21
- PSR J0737−3039
- PSR J1748-2446ad
- PSR J0108-1431
- PSR B1509-58

## S
- SAX J1808.4-3658
- SGR 1806-20
- SWIFT J1756.9-2508